# NGC 4896
NGC 4896 је елиптична галаксија у сазвежђу Береникина коса која се налази на NGC листи објеката дубоког неба.
Деклинација објекта је + 28° 20' 47" а ректасцензија 13h 0m 30,9s. Привидна величина (магнитуда) објекта NGC 4896 износи 13,9 а фотографска магнитуда 14,9. NGC 4896 је још познат и под ознакама UGC 8117, MCG 5-31-84, CGCG 160-87, DRCG 27-232, PGC 44768.